# Marechal Chapochnikov (destroyer)
Le Marechal Chapochnikov (russe : Маршал Ша́пошников) est un destroyer de la classe Oudaloï mis en service dans la marine russe en 1985. Il est nommé d'après le maréchal Boris Chapochnikov.

## Historique
Le 6 avril 2003, le Marechal Chapochnikov appareille en compagnie de l'Amiral Panteleïev et le pétrolier Vladimir Kolechitski, pour un déploiement dans l'océan Indien, où des exercices avec la marine indienne sont prévus pour mai 2003. Un certain nombre de navires de la flotte de la mer Noire, ainsi que, éventuellement, des sous-marins lance-missiles de croisière, rejoindront le déploiement.

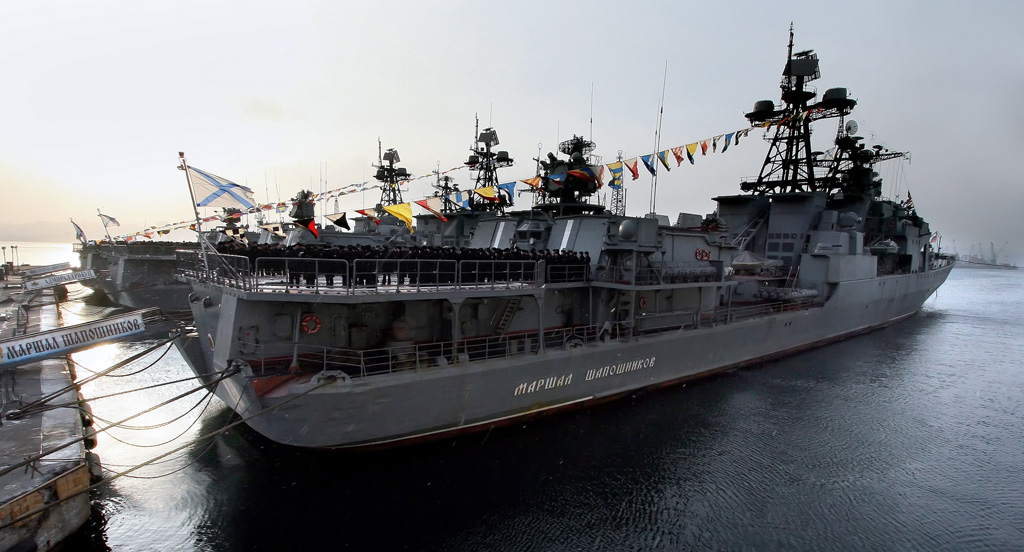
Gros plan sur le Marechal Chapochnikov, en configuration chasseur de sous-marins en 2008.

Le 6 mai 2010, l'infanterie navale russe déployée depuis le Marechal Chapochnikov secourt le pétrolier détourné MV Université de Moscou. L'ensemble de l'équipage s'en est sorti indemne. Le pétrolier avait été détourné par des pirates somaliens le 5 mai 2010 au large de Socotra. Les commandos du Marechal Chapochnikov ont tué un pirate tandis que 10 autres seront capturés lors de la libération du pétrolier.
En novembre 2014, le destroyer fait partie d'un déploiement de quatre navires dans les eaux internationales au large de l'Australie. Le déploiement serait lié au sommet du G-20 à Brisbane en 2014 et aux tensions croissantes entre les deux nations.
En 2017, le navire reçoit des mises à niveau de ses systèmes d'armes et de ses capteurs. La mise à niveau comprend le système de lancement vertical 3S14 avec 16 systèmes de lancement vertical pour les missiles de la famille Kalibr et deux lanceurs 3S24 pour le complexe de missiles quadruple 3M24.
Le 16 février 2018, un incendie ravage le navire à l’encrage à Vladivostok. Les 106 membres d'équipage sont évacués. Le 10 juillet 2020, alors reclassé comme frégate, il commence les essais en mer après avoir reçu des mises à niveau,. En avril 2021, il lance des missiles Kalibr contre une cible terrestre et une cible navale, situées respectivement à plus de 1 000 km et 100 km,. Une autre modernisation est achevée à l'automne 2021.
Du 21 au 23 juin 2022, le Marechal Chapochnikov et la corvette Gremyashchiy (en) visitent le port de Manille aux Philippines. Le 25 juin, les navires ainsi que le pétrolier Pechenga arrivent dans la baie de Cam Ranh, au Viêt Nam. Le 5 septembre, le destroyer participe à l'exercice « Vostok-2022 » en mer du Japon. Le 15 septembre, il prend part à la seconde patrouille navale conjointe russo-chinoise, avec les corvettes Sovershenny, Gromky, Aldar Tsydenzhapov et le pétrolier Pechenga.
Du 21 au 27 décembre 2022, le Marechal Chapochnikov et le croiseur russe (navire amiral) de la flotte du Pacifique Varyag, les corvettes russes Héros de la fédération de Russie Aldar Tsydenzhapov (en) et Sovershennyy (en) ont effectué des exercices conjoints en mer de Chine orientale avec la marine chinoise.